# Edith Abell
Edith Abell (* 25. Dezember 1846 in Boston, Massachusetts, Vereinigte Staaten; † 12. Dezember 1926 in Philadelphia, Pennsylvania, Vereinigte Staaten) war eine US-amerikanische Sängerin und Gesangspädagogin.

## Leben
Edith Abell hatte Gesangsunterricht bei einem Schüler Louis Spohrs. Sie gab ihr Debüt 1868 in Philadelphia als Arline in The bohemian Girl von Michael William Balfe. Am 12. März 1869 sang sie Zerlina in Fra Diavolo im Boston Theatre als Mitglied des Ensembles von Riching’s Grand English Opera. Darauf ging sie nach Europa. Sie studierte in Mailand bei Francesco Lamperti und trat unter anderem an den Opernhäusern von Mailand, Genua und Varese auf. Später ging sie nach London, wo sie bei Jenny Lind und Artur Sullivan Repertoire studierte. Nach ihrer Rückkehr in die Vereinigten Staaten sang sie am 11. April 1879, dem Karfreitag des Jahres, bei der ersten kompletten Aufführung der Matthäuspassion in den Vereinigten Staaten die Altpartie. Diese Aufführung wurde von der Handel and Haydn Society Boston veranstaltet. Sie sang am 19. April 1883 bei der Uraufführung der Oper Pounge & Co. or Capital versus Labour von Benjamin Edward Woolf (1836–1901) durch die Colliers’s Standard Opera Company die Rolle der Elektra in Boston. Am 11. Dezember 1883 sang sie in der Bostoner Erstaufführung von Carl Millöckers Bettelstudent im Bijou Theatre die Rolle der Gräfin Palmatica in englischer Sprache. Am 6. Februar 1886 war sie Solistin bei einer Aufführung von Charles Gounods Oratorium La rédemption der Boston Oratorio Society. Edith Abell leitete eine Gesangschule im Pierce Building am Copley Square in Boston. Zu ihren Schülerinnenzählten Grace Lyon und Della Rosenstein. Für den Boston Herald war sie als Musikkritikerin eine Autorität für die Bereiche Klassische Musik mit den Schwerpunkten Oratorium, Oper und Lied. Um 1900 ging sie nach Minneapolis. Hier lebte sie ungefähr 15 Jahre und war als Gesangspädagogin tätig. 1915 verließ sie Minneapolis. Sie wurde auf dem Walnut Hills Cemetery in Philadelphia bestattet wurde.

## Rezeption
Die Star Tribune in Minneapolis bezeichnete sie in ihrer Ausgabe vom 14. November 1915 als eine der most favorably and widely known teachers of singing in the Nortwest [eine der erfolgreichsten und weithin bekannten Gesangslehrerinnen im Nordwesten der USA].